# Hernandia stokesii
Hernandia stokesii là một loài thực vật thuộc họ Hernandiaceae. Loài này có ở Polynésie thuộc Pháp và Pitcairn.